# Dios la perdone. Y era su madre
|  |  |

El aguafuerte Dios la perdone. Y era su madre es un grabado de la serie Los Caprichos del pintor español Francisco de Goya. Está numerado con el número 16 en la serie de 80 estampas. Se publicó en 1799.

## Interpretaciones de la estampa
Existen varios manuscritos contemporáneos que explican las láminas de los Caprichos. El que se encuentra en el Museo del Prado se tiene como autógrafo de Goya, pero parece más bien despistar y buscar un significado moralizante que encubra significados más arriesgados para el autor. Otros dos, el que perteneció a Ayala y el que se encuentra en la Biblioteca Nacional, realzan la parte más escabrosa de las láminas.
- Explicación de esta estampa del manuscrito del Museo del Prado: La señorita salió muy niña de su tierra: hizo su aprendizaje en Cádiz, vino a Madrid: le cayo la lotería. Baja al Prado, oye que una vieja mugrienta y decrepita le pide limosna, ella la despide; insta la vieja: vuelvese la petrimetra y halla- ¿quién lo diría?- que la pobretona es su madre.[2]

- Manuscrito de Ayala: Ídem, salvo el final: ...lotería. Hay hijas que no llegan a conocer ni aun a sus madres, que andan pidiendo limosna.[2]

- Manuscrito de la Biblioteca Nacional: Una hija viciosa que se echa a puta, luego no conoce ni aun a su madre que anda tal vez pidiendo limosna.[2]

La cortesana no hace caso a la vieja que la sigue, que no reconoce y era su propia madre. El letrero en este caso lo dice todo. Sobre este mismo tema conmovedor, la joven que viene del pueblo, prospera y se olvida de su familia hasta no reconocer a su propia madre se escribieron muchos cuadros costumbristas, algunos moralizantes para periódicos y para sainetes.

## Técnica del grabado
El primer estudio a la aguada de tinta china, el número 6 del Álbum B, tiene las dos figuras principales bien definidas. El segundo estudio
lleva el letrero a lápiz: Se avergüenza de que su madre le hable en público y le dice «perdone VM. por Dios» y desaparecen las figuras de fondo del primer estudio. En el primer dibujo la anciana solo llevaba rosario, a partir del segundo lleva rosario y bastón.
Se advierte la obsesión de Goya por el tipo de mujer que fue su ideal en su estancia en Sanlúcar, dibujada con gran garbo y señorío. El fondo oscuro dramatiza la composición.
Llama la atención el defecto lingüístico del laísmo en el título de la estampa, también empleado en el comentario del manuscrito de Prado.